# Seznam japonskih politikov
Seznam japonskih politikov.

## A
- Kan Abe
- Nobuyuki Abe
- Shintaro Abe
- Šinzo Abe
- Tomoko Abe
- Kiyokazu Abo
- Yasushi Adachi
- Kiichi Aichi
- Hirotaka Akamatsu
- Yasushi Akashi
- Bin Akao
- Akihito (cesar)
- Tsukasa Akimoto
- Naohiro Amaya
- Tatsumi Ando
- Ai Aoki
- Mikio Aoki
- Yukio Aoshima
- Shigeharu Aoyama
- Hiroyuki Arai
- Sadao Araki
- Sone Arasuke
- Hamao Arata
- Hachirō Arita
- Yamagata Aritomo
- Hitoshi Asada
- Inejirō Asanuma
- Hitoshi Ashida
- Tarō Asō
- Ichio Asukata
- Ryotaro Azuma
- Jun Azumi

## B
- Koro Bessho

## D
- Chūichi Date
- Takako Doi

## E
- Kenji Eda
- Saburō Eda
- Satsuki Eda
- Yukio Edano
- Seishirō Etō
- Shiina Etsusaburo

## F
- Hirohisa Fujii
- Takeshi Fujimaki
- Osamu Fujimura
- Aiichirō Fujiyama
- Takeo Fukuda
- Tatsuo Fukuda
- Yasuo Fukuda
- Kenji Fukunaga
- Mizuho Fukushima
- Toshimitsu Funahashi
- Yasue Funayama
- Yasushi Furukawa
- Tetsuzo Fuwa

## G
- Kōichirō Genba
- Yamamoto Gonnohyōe

## H
- Yoshio Hachiro
- Yuko Hamaguchi (Hamaguchi Osachi)
- Yamanashi Hanzō
- Takashi Hara
- Yoshimichi Hara
- Yoshiaki Harada
- Kazuhiro Haraguchi
- Hiroshi Hase
- Ryutaro Hashimoto
- Tōru Hashimoto
- Tsutomu Hata
- Yuichiro Hata
- Ichirō Hatoyama
- Kunio Hatoyama
- Yukio Hatoyama
- Tatsuo Hatta
- Jōji Hayashi
- Senjūrō Hayashi
- Yoshimasa Hayashi
- Yoshiro Hayashi
- Naruhiko Higashikuni
- Ijūin Hikokichi
- Daisaku Hiraki
- Kunio Hiramatsu
- Takeo Hiranuma
- Katsuei Hirasawa
- Itō Hirobumi
- Hirohito (cesar)
- Kōki Hirota
- Shigeru Hori
- Manabu Horii
- Hiroyuki Hosoda
- Morihiro Hosokawa
- Goshi Hosono

## I
- Bunmei Ibuki
- Motono Ichirō
- Tokugawa Iemochi
- Tetsunari Iida
- Hayato Ikeda
- Nobuo Ikeda
- Yukihiko Ikeda
- Masato Imai
- Masahiro Imamura
- Kosaku Inaba
- Naoki Inose
- Tsuyoshi Inukai
- Shigeru Ishiba
- Masashi Ishibashi
- Tanzan Ishibashi
- Masatoshi Ishida
- Shintaro Ishihara
- Kikujiro Ishii
- Mitsujirō Ishii
- Taiga Ishikawa
- Taisuke Itagaki
- Hirobumi Ito
- Masayoshi Ito
- Takae Itō
- Takatoshi Ito
- Takeshi Iwaya
- Kenta Izumi

## J
- Shozaburo Jimi
- Komura Jutarō

## K
- Toyohiko Kagawa
- Banri Kaieda
- Toshiki Kaifu
- Koji Kakizawa
- Akiko Kamei
- Hisaoki Kamei
- Ikuo Kamei
- Shizuka Kamei
- Tomoko Kami
- Yōko Kamikawa
- Naoto Kan
- Katsutoshi Kaneda
- Shin Kanemaru
- Arahata Kanson
- Takenori Kanzaki
- Inoue Kaoru
- Daisuke Katayama
- Sen Katayama
- Tetsu Katayama
- Toranosuke Katayama
- Katsunobu Katō
- Takaaki Katō
- Seiichi Katsumata
- Shigeaki Katsunuma
- Tatsuo Kawabata
- Jōtarō Kawakami
- Yoriko Kawaguchi
- Masahiro Kawai
- Hajime Kawakami
- Jōtarō Kawakami
- Kakichi Kawarada
- Hiroshi Kawauchi
- Okinori Kaya
- Fukumoto Kazuo
- Kiyoura Keigo
- Matsui Keishirō
- Kōichi Kido
- Hiranuma Kiichirō
- Ishii Kikujirō
- Kim Chon-hae
- Toshio Kimura
- Saionji Kinmochi
- Koichi Kishi
- Nobuo Kishi
- Nobusuke Kishi
- Fumio Kišida (Fumio Kishida)
- Fumitake Kishida
- Ichiki Kitokurō
- Minoru Kiuchi
- Kuroda Kiyotaka
- Koki Kobayashi
- Kuniko Koda
- Atsushi Koga
- Makoto Koga
- Akira Koike
- Yuriko Koike
- Kuniaki Koiso
- Junichirō Koizumi
- Shinjirō Koizumi
- Yoko Komiyama
- Masahiko Kōmura
- Tarō Kōno
- Yōhei Kōno
- Fumimaro Konoe
- Tadateru Konoe
- Takahashi Korekiyo
- Uchida Kōsai
- Kenji Kosaka
- Zentaro Kosaka
- Sasaki Kozo?
- Wataru Kubo
- Tadashi Kuranari
- Saburō Kurusu
- Fumio Kyūma

## M
- Kingo Machimura (1900-92)
- Nobutaka Machimura
- Seiji Maehara
- Ukeru Magosaki
- Karen Makishima
- Hiroe Makiyama
- Saitō Makoto
- Jinzaburō Masaki
- Terauchi Masatake
- Matsukata Masayoshi
- Teruhiko Mashiko
- Shūji Masutani
- Yoichi Masuzoe
- Seiji Mataichi
- Jiichirō Matsumoto
- Takeaki Matsumoto
- Hirokazu Matsuno
- Yorihisa Matsuno
- Josuke Macuoka
- Koičiro Matsura Kōichirō Matsuura
- Jinzaburo Mazaki
- Meidži (Veliki)
- Takeo Miki
- Jirō Minami
- Tameyoshino Minamoto
- Ryokichi Minobe
- Hiroshi Mitsuzuka
- Nobuhiro Miura
- Kenji Miyamoto (1908-2007)
- Hideki Miyauchi
- Masahisa Miyazaki
- Kenji Miyazawa?
- Kiichi Miyazawa
- Yoshirō (Joširo) Mori
- Yuko Mori
- Mayumi Moriyama
- Suzuki Mosaburō
- Toshimitsu (Tošimicu) Motegi
- Mutsu Munemitsu
- Hiromu Murakami
- Seiichiro Murakami
- Yoshitaka Murata
- Tomiichi (Tomiiči) Murayama
- Kunihiko Muroi
- Kabun Mutō

## N
- Osami Nagano
- Jinen Nagase
- Akira Nagatsuma
- Masaharu Nakagawa
- Shoichi Nakagawa
- Hirokazu Nakaima
- Hiroyuki Nakamura
- Kansei Nakano
- Hirofumi Nakasone
- Jasuhiro Nakasone (1918-2019)
- Yasutaka Nakasone
- Gen Nakatani
- Masa Nakayama
- Nariaki Nakayama
- Taro Nakayama
- Tomomi Narita
- Naruhito (cesar)
- Takumi Nemoto
- Toshihiro Nikai
- Susumu Nikaidō
- Suehiro Nishio
- Inazo Nitobe
- Suecugu Nobumasa
- Hozumi Nobushige
- Seiko Noda
- Yoshihiko Noda
- Kōtarō Nogami
- Yukio Noguchi
- Chieko Nohno
- Kichisaburō Nomura
- Hiromu Nonaka (1925-2018)
- Koken Nosaka
- Sanzō Nosaka
- Fukushiro Nukaga

## O
- Keizō Obuchi
- Yūko Obuchi
- Sadako Ogata
- Taketora Ogata
- Junya Ogawa
- Hiroshi Ogushi
- Masayoshi Ōhira
- Yoshinori Ohno
- Katsuya Okada
- Keisuke Okada
- Katsuo Okazaki
- Saburō Ōkita
- Tanuma Okitsugu
- Hachiro Okonogi
- Asako Omi
- Kōji Omi
- Takeshi Onaga
- Makoto Oniki
- Itsunori Onodera
- Imoko Ono no
- Seiji Osaka
- Tadamori Oshima
- Sakae Ōsugi
- Mineo Ōsumi
- Akihiro Ota
- Fusae Ota
- Masahide Ota
- Yoshiko Otaka
- Kanako Otsuji
- Kohei Otsuka
- Ikuo Oyama
- Yukio Ozaki
- Ichirō Ozawa

## R
- Wakatsuki Reijirō
- Renhō Murata (*1967)

## S
- Shigeru Sahashi
- Chikara Sakaguchi
- Tetsushi Sakamoto
- Itsurō Sakisaka
- Hisatsune Sakomizu
- Makoto Sakurai
- Yoshio Sakurauchi
- Kouzou Sasaki /= Kōzō Sasaki
- Eisaku Sato
- Naotake Satō
- Hiroshige Sekō
- Masahiko Shibayama
- Kijūrō Shidehara
- Kato Shidzue
- Yoshio Shiga
- Mamoru Shigemitsu
- Ōkuma Shigenobu
- Kazuo Shii
- Etsusaburō Shiina
- Masayoshi Shimizu
- Hakubun Shimomura
- Mikio Shimoji
- Takeshi Shina
- Gotō Shinpei
- Masajuro Shiokawa
- Yasuhisa Shiozaki
- Toshio Shiratori
- Kōtoku Shūsui (pr. i. Kōtoku Denjirō)
- Aoki Shūzō
- Sunao Sonoda
- Jošihide Suga
- Chiune Sugihara
- Taizo Sugimura
- Gen Sugiyama
- Kantarō Suzuki
- Katsumasa Suzuki
- Mosaburō Suzuki
- Muneo Suzuki
- Naomichi Suzuki
- Shunichi Suzuki
- Wataru Suzuki
- Teiichi Suzuki (1888-1989)
- Zenkō Suzuki (1911-2005)

## T
- Hayashi Tadasu
- Taishō
- Katō Takaaki
- Tsuyoshi Takagi
- Chizuko Takahashi
- Yōichi Takahashi
- Sanae Takaichi
- Toshiyuki Takano
- Hara Takashi
- Ōki Takatō
- Enomoto Takeaki
- Arata Takebe
- Tsutomu Takebe
- Ryota Takeda
- Naokazu Takemoto
- Masayoshi Takemura
- Heizō Takenaka
- Takarabe Takeshi
- Noboru Takeshita
- Tadae Takubo
- Denny Tamaki
- Yuichiro Tamaki
- Hajime Tamura
- Norihisa Tamura
- Tomoko Tamura
- Makoto Tanabe
- Yasufumi Tanahashi
- Giichi Tanaka
- Hidetomi Tanaka
- Kakuei Tanaka
- Kazunori Tanaka
- Makiko Tanaka
- Toshibumi Tanaka
- Sadakazu Tanigaki
- Shuzen Tanigawa
- Kuniko Tanioka
- Katsura Tarō
- Kazuhiko Tōgō
- Shigenori Tōgō
- Hideki Tojo/Todžo

- Kyuichi Tokuda
- Takeshi Tokuda
- Nishi Tokujirō
- Katō Tomosaburō
- Sakai Toshihiko
- Hirata Tosuke
- Kazuhiko Toyama
- Teijirō Toyoda
- Masanobu Tsuji
- Kiyomi Tsujimoto
- Koichi Tsukamoto
- Marutei Tsurunen
- Inukai Tsuyoshi

## U
- Hiroshi Ueno
- Kazushige Ugaki
- Naomi Unemoto
- Sōsuke Uno
- Yasuto Urano

## W
- Hiroo Wada
- Masamune Wada
- Masashi Waki
- Kōzō Watanabe
- Masanosuke Watanabe
- Michio Watanabe
- Shu Watanabe
- Yoshimi Watanabe
- Tamisuke Watanuki

## Y
- Kazunari Yamada
- Miki Yamada
- Natsuo Yamaguchi
- Sadao Yamahana
- Hitoshi Yamakawa
- Ichita Yamamoto
- Kozo Yamamoto
- Taku Yamamoto
- Tarō Yamamoto
- Tomio Yamamoto
- Shinjirō Yamamura
- Kazunori Yamanoi
- Taku Yamasaki
- Tokuo Yamashita
- Yoshiki Yamashita
- Masaaki Yamazaki
- Tadao Yanaihara
- Naohiro Yashiro
- Seiichiro Yasui
- Yoshio Yatsu
- Takahiro Yokomichi
- Knock Yokoyama
- Mitsumasa Yonai
- Kaoru Yosano
- Hiromi Yoshida
- Shigeru Yoshida
- Tadatomo Yoshida
- Hasegawa Yoshimichi
- Tomoko Yoshino
- Tokugawa Yoshinobu
- Kenkichi Yoshizawa
- Michiyoshi Yunoki
- Kuratomi Yuzaburo